# Surrey Grass Court Championships 1974
Il Surrey Grass Court Championships 1974 è stato un torneo di tennis giocato sull'erba. È stata la 1ª edizione del Surrey Grass Court Championships che fa parte del Commercial Union Assurance Grand Prix 1974. Si è giocato a Surbiton in Gran Bretagna dal 3 al 9 giugno 1974.

## Campioni

### Singolare
Bob Giltinan ha battuto in finale  Syd Ball con il punteggio di 6–3 6–2

### Doppio
John Paish /  Stephen Warboys hanno battuto in finale  Ray Keldie /  Pancho Walthall con il punteggio di 3–6 6–3 12-10